# Peter Gomez (Ökonom)

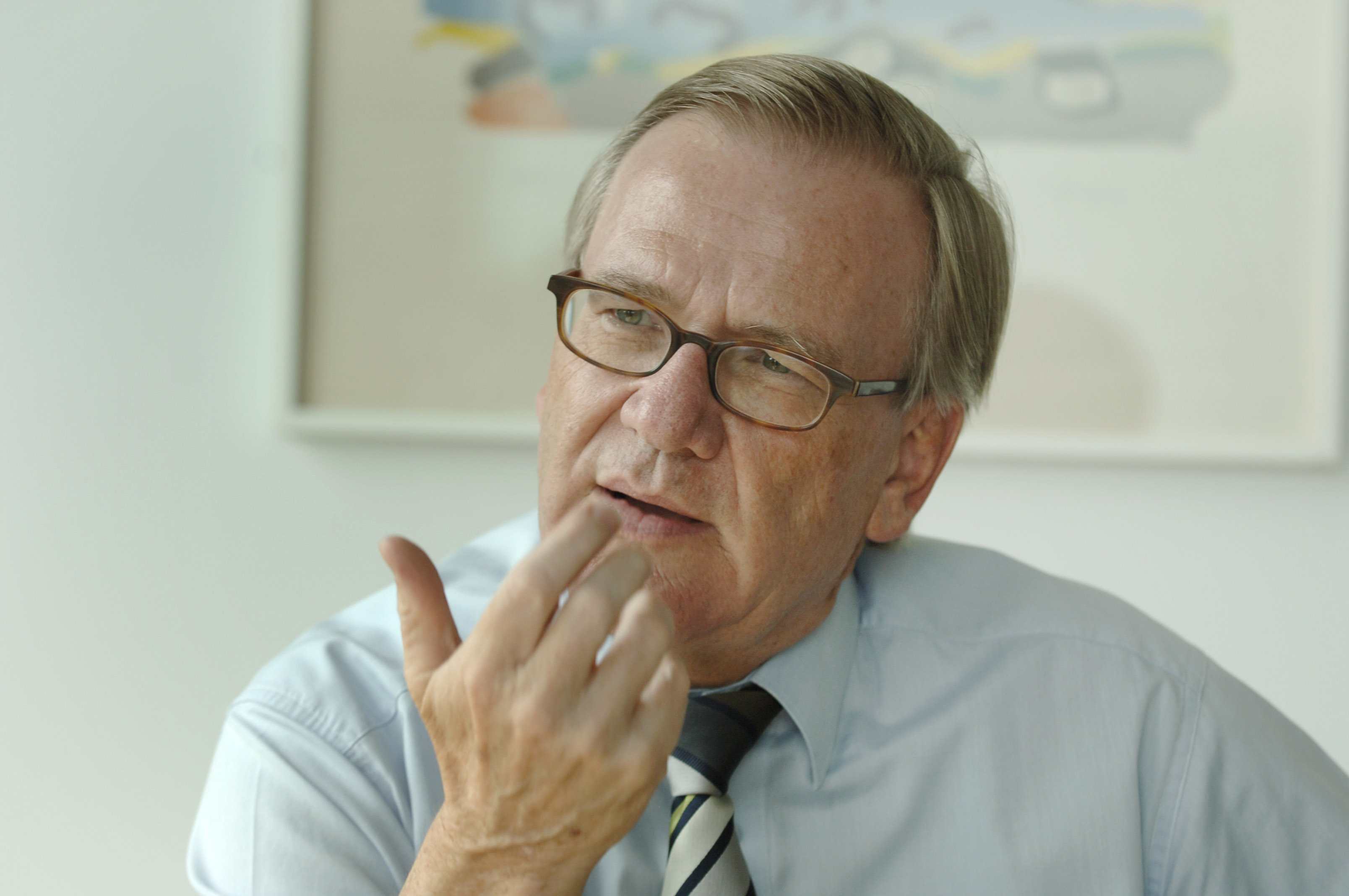
Peter Gomez (2007)

Peter Gomez (* 23. August 1947 in St. Gallen) ist ein Schweizer Ökonom und Manager. Als Professor emeritus der Universität St. Gallen ist er in verschiedenen Gremien im universitären Bereich und von privaten Stiftungen aktiv.

## Biographie
Peter Gomez studierte von 1966 bis 1975 an der Universität St. Gallen und schloss mit dem Titel Dr. oec. HSG ab. Danach war er im Rahmen seiner Habilitation zuerst als Dozent an der Universität St. Gallen, anschliessend als Gastprofessor an der State University of New York in Binghamton tätig.
Von 1978 bis 1983 war er Mitglied der Direktion der Ringier-Gruppe in Zürich. Dann wechselte er in die Geschäftsleitung der Distral-Gruppe, Zürich. 1989 gründete er die Valcor AG in Küsnacht.
1990 wurde er Ordinarius für Betriebswirtschaftslehre und Direktor des Instituts für Betriebswirtschaft (IfB-HSG) an der Universität St. Gallen. Von 1999 bis 2005 leitete Gomez als Rektor die Universität. Von 2005 bis 2010 führte er als Gründungsdekan die Executive School of Management, Technology and Law (ES-HSG), welche die zahlreichen Weiterbildungsprogramme der Universität St. Gallen (HSG) vereint.
Von 2006 bis 2013 war Gomez Verwaltungsratspräsident der SIX Group und der Schweizer Börse SIX Swiss Exchange.

## Mandate
Gomez ist in verschiedenen Gremien vertreten und hält diverse Mandate in unterschiedlichen Organisationen:
- Präsident des Geschäftsleitenden Ausschusses der Institute MCM-HSG und SEW-HSG, Universität St. Gallen
- Präsident des Fachrats des Center for Leadership and Values in Society, Universität St. Gallen
- Mitglied des Boards des GSBN Global Business School Network, Washington DC
- Mitglied des Vorstands der Stiftung „Swiss Innovation Park“, Zürich
- Mitglied des Boards der Peter Drucker Society, Wien
- Präsident der „Freunde der FDP.Die Liberalen“, Bern
- Mitglied des Vorstands der Solothurner Filmtage, Solothurn
- Stiftungsrat der St. Galler Stiftung für Internationale Studien, St. Gallen.

## Forschungsschwerpunkte

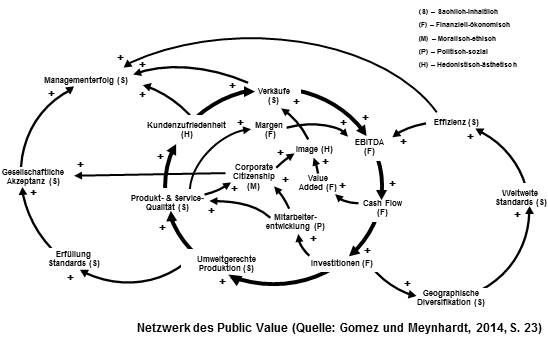
Netzwerk des Public Value

In seiner Forschung hat Gomez im Laufe der Zeit verschiedene Schwerpunkte gelegt:
- Komplexität/Systemtheorie: In seiner gemeinsam mit Fredmund Malik und Karl-Heinz Oeller verfassten Dissertation beschäftigt Gomez sich mit der Systemmethodik als Zugang zur Erforschung und Gestaltung von komplexen soziotechnischen Systemen.[4] Mit der Methodik des Vernetzen Denkens hat er gemeinsam mit Gilbert Probst ein Instrument entwickelt, mit dem komplexe Problemzusammenhänge visualisiert und analysiert werden können.[5] Die Methode ermöglicht die Darstellung von komplexen Problemen in einer dynamischen Umwelt. Ein wichtiges Element ist dabei die Darstellung von verschiedenen Wirkmechanismen in Kreisläufen und Netzwerken (siehe Bild).

- Wertmanagement: Gomez gilt als einer der Wissenschaftler, die den Wertsteigerungsansatz im Sinne Rappaports (Shareholder Value) sehr früh aufgenommen und in die europäische Debatte eingeführt haben. Im Wertmanagement sieht Gomez eine „Weg(weisung) zu einer nachhaltigen Wertsteigerung des Unternehmens.“ (Gomez, 1993, S. 10)[6] Dabei vertritt er die Auffassung, dass erfolgreiche Unternehmen in ihrer strategischen Ausrichtung gleichzeitig auf wirtschaftlichen Erfolg, soziale Verantwortung und Umweltverträglichkeit zielen sollten. Daraus resultiert für ihn die Weiterentwicklung hin zu einem Stakeholder-Ansatz.

- Gesellschaftliche Wertschöpfung / Public Value: Aufbauend auf seinen Arbeiten zum Wertmanagement forscht Peter Gomez im Rahmen des Public Value-Forschungsprogramms an der Universität St. Gallen gemeinsam mit Timo Meynhardt zur gesellschaftlichen Wertschöpfung von Organisationen. Zusammen mit Timo Meynhardt hat er eine Public Value Scorecard (PVSC) entwickelt[7] und war massgeblich an der Entwicklung und Publikation des ersten GemeinwohlAtlas Schweiz beteiligt.[8][9]

## Publikationen (Auswahl)

### Bücher
- P. Gomez, S. Raisch, G. Probst: Wege zum Wachstum; Wie sie nachhaltigen Unternehmenserfolg erzielen. Gabler, Wiesbaden 2007.
- P. Gomez, B. Weber, Th. Siegert: Firmen kaufen und verkaufen – Ein M&A Leitfaden für Unternehmer und Manager. Verlag Neue Zürcher Zeitung, Frankfurter Allgemeine Zeitung, Zurich, Frankfurt 2007.
- P. Gomez, D. Fasnacht, Ch. Wasserer, R. Waldispühl: Komplexe IT-Projekte ganzheitlich führen. Haupt, Bern 2002.
- P. Gomez: Integrated Value Management, International. Thomson Business Press, London 1999.
- P. Gomez, G. Probst: Die Praxis des ganzheitlichen Problemlösens: Vernetzt denken – Unternehmerisch handeln – Persönlich überzeugen. Haupt, Bern 1995.
- P. Gomez: Wertmanagement – Vernetzte Strategien für Unternehmen im Wandel. Econ, Düsseldorf 1993.
- P. Gomez, T. Zimmermann: Unternehmensorganisation – Profile, Dynamik, Methodik. Campus, Frankfurt 1992.
- P. Gomez, G. Probst: Vernetztes Denken – Unternehmen ganzheitlich führen. Gabler, Wiesbaden 1989.
- P. Gomez, B. Weber: Akquisitionsstrategie – Wertsteigerung durch Übernahme von Unternehmungen. Neue Zürcher Zeitung, Zürich/Stuttgart 1989.
- P. Gomez, G. Probst: Vernetztes Denken im Management. In: Die Orientierung. Nr. 89, Schweizerische Volksbank, Bern 1987.
- P. Gomez: Modelle und Methoden des systemorientierten Managements. Haupt, Bern 1981.

### Buchkapitel
- P. Gomez, T. Meynhardt: Public Value – Gesellschaftliche Wertschöpfung als unternehmerische Pflicht. In: Camillo von Müller, Claas-Philip Zinth (Hrsg.): Managementperspektiven für die Zivilgesellschaft des 21. Jahrhunderts. Springer Gabler, Wiesbaden 2014, S. 17–26.
- P. Gomez, T. Meynhardt: Organisationen schöpfen Wert für die Gesellschaft. In: Uwe Jean Heuser, Sascha Spoun (Hrsg.): Die ZEIT erklärt die Wirtschaft. Bd. 2: Betriebswirtschaft. Murmann Verlag, Hamburg 2013, S. 199–207.
- P. Gomez, T. Meynhardt: Public Value: Gesellschaftliche Wertschöpfung im Fokus der Führung. In: S. Seiler (Hrsg.): Führung neu denken. Orell Füssli Verlag, Zürich 2010, S. 125–170.

### Artikel in Fachzeitschriften
- P. Gomez, S. Spoun: Logik und Psychologik des Wandels der Universität St. Gallen. In: Die Unternehmung. Vol. 56, No. 2, 2002, S. 67–83.